# Geulanggang Gampong
Geulanggang Gampong is een bestuurslaag in het regentschap Bireuen van de provincie Atjeh, Indonesië. Geulanggang Gampong telt 3308 inwoners (volkstelling 2010).